# Мазер (Венеция)
Мазе́р (итал. Maser [maˈzɛr], вен. Maxer) — коммуна в Италии, располагается в провинции Тревизо области Венето.
Население составляет 4824 человека (2008 г.), плотность населения — 186 чел./км². Занимает площадь 26 км². Почтовый индекс — 31010. Телефонный код — 0423.
В коммуне 25 января особо поминают святого апостола Павла.

## Демография
Динамика населения:

## Администрация коммуны
- Официальный сайт: http://www.comune.maser.tv.it/